# Інститут загальної генетики імені М. І. Вавилова РАН
Інститут загальної генетики імені М. І. Вавилова (ІЗГен) — установа Російської академії наук. Серед наукових напрямків, що розвиваються в інституті, — генетика людини, популяційна генетика, вивчення структурно-функціональної організації геному, з'ясування механізмів регуляції та експресії генів, встановлення генетичних принципів селекційної роботи. В даний час в інституті працюють 23 наукових підрозділи (15 лабораторій, 7 наукових груп і одна група при дирекції). Інституту має філію в Санкт-Петербурзі, яка включає дві наукові лабораторії.

## Історія
Інститут загальної генетики формально було організовано 1966 року, втім він історично й територіально пов'язаний з Інститутом генетики АН СРСР, що існував від 1930 до 1965 року.

### Інститут генетики АН СРСР
Ініціатива створення наукової структури, що в подальшому стала Інститутом генетики АН СРСР, належить професору Петроградського університету Юрію Олександровичу Філіпченку. 14 лютого 1921 року останній виступив на засіданні Ради КППС — Комітету з природних продуктивних сил Росії — й обґрунтував необхідність організації Бюро з євгеніки в Петрограді, що й було зроблено. За час свого існування Бюро було кілька разів перейменовано: вперше 1925 року воно отримало назву «Бюро з генетики та євгеніки», 1929 — «Бюро з генетики». 1930 року Бюро було виділено в самостійну установу в зв'язку з реорганізацією АН СРСР й отримало назву «Лабораторія генетики АН СРСР».
1930 року після смерті Юрія Філіпченка лабораторію очолив Микола Вавилов, а 1933 лабораторія була перетворена на Інститут генетики АН СРСР, що переїхав до Москви 1934 року. Ядро нового інституту сформували учні Юрія Філіпченка: Т. К. Лепін, Я. Я. Лус, Ю. А. Керкіс, М. М. Медвєдєв, М. Л. Бельговський, О. О. Прокоф'єва-Бельговська, М. М. Колесник. Для роботи в інституті були запрошені найбільші вітчизняні та закордонні генетики: А. О. Сапєгін, М. С. Навашин, С. М. Гершензон, американський генетик Герман Мюллер (в майбутньому нобелівський лауреат) і болгарський генетик Дончо Костов. У Москві інститут був розміщений за адресою: Ленінський проспект, будинок 33 (сучасна назва вулиці і нумерація будинку). Оранжерейний корпус інституту й дослідні поля розташовувались на тому місці, де нині розміщується Інститут загальної генетики (вул. Губкіна, будинок 3). Микола Вавилов залишався директором інституту до самого арешту 1940 року.
1941 року директором інституту був призначений Трохим Лисенко, який перебував на тій посаді до 1965 року. Після того Трохим Лисенко був звільнений від обов'язків директора Інституту генетики АН СРСР, а сам інститут був закритий.

### Інститут загальної генетики АН СРСР
У 1956 році в складі Інституту біофізики АН СРСР М. П. Дубінін організував Лабораторію радіаційної генетики.
У квітні 1966 року на базі лабораторії радіаційної генетики і трьох лабораторій колишнього Інституту генетики був організований Інститут загальної генетики АН СРСР, першим директором якого (1966—1981 рр.) став академік М. П. Дубінін. У 1976 році інститут отримав нову будівлю за адресою: вулиця Губкіна, будинок 3. Автором і головним архітектором проекту будівлі був Яковенко Леонід Аронович.
Перший директор ІОГену, академік М. П. Дубінін, вніс величезний внесок у відновлення генетики в СРСР після епохи Лисенка, також він успішно займався популяризацією генетики. Однак для нього був характерний авторитарний стиль управління, що з роками призвело до конфлікту з очолюваним ним інститутом. У 1980 році у Відділення загальної біології АН СРСР надійшов колективний лист від великого числа наукових співробітників ІОГен, з повідомленням про небажання працювати під керівництвом академіка М. П. Дубініна. У 1981 році на чергових виборах директора ІОГен у Відділенні загальної біології АН СРСР кандидатура М. П. Дубініна на посаду директора не пройшла голосування з чотирма голосами «за» і двадцятьма «проти». Після цього М. П. Дубінін був звільнений з посади директора ІОГен АН СРСР.
У 1981—1988 роках директором інституту був віце-президент ВАСГНІЛ і академік АН УРСР А. А. Созінов. Під його керівництвом інститут був значною мірою модернізований: частину лабораторій було закрито, частину лабораторій було реструктуровано, у складі інституту з'явилися нові лабораторії, очолені запрошеними ззовні вченими. У 1983 році інституту було присвоєно ім'я М. І. Вавилова. До сторіччя М. І. Вавилова у 1987 році в інституті відкрито меморіальний кабінет-музей академіка М. І. Вавилова.
У 1988—1991 роках посаду директора обіймав член-кореспондент РАН С. В. Шестаков. У 1990 році за його ініціативою був організований Навчально-науковий центр з генетики ІОГен і кафедри генетики і селекції МДУ, що дозволило залучити до викладання багатьох співробітників інституту. Це був один із перших навчально-наукових центрів в Академії. У 1990 році на базі відділу молекулярно-генетичних проблем ІОГен був створений новий академічний інститут — Інститут біології гена, директором якого став Г. П. Георгієв, який двома роками раніше в 1988 році був альтернативним кандидатом на посаду керівника ІОГен.

### Інститут загальної генетики імені М.І.Вавилова РАН
Перші 14 років пострадянського періоду (1992—2006 рр.) директором ІОГену був академік Ю. П. Алтухов. У 2005 році з'явився філіал інституту в Санкт-Петербурзі на базі Санкт-Петербурзького державного університету. Цей філіал є одним з прикладів академічного підрозділу в університеті, він складається з двох лабораторій: лабораторії генетики та біотехнології рослин і лабораторії генетичного моделювання хвороб людини.
У 2006 році директором був обраний Янковський М. К., який став у 2008 році член-кореспондентом РАН. Як і інші інститути РАН, у 2006—2008 роках інститут зазнав 20 % скорочення штатів наукових співробітників у зв'язку з відповідною постановою уряду. Крім цього в ці роки було проведено модернізацію інституту, внаслідок якої були реструктуровані і навіть розформовані кілька лабораторій. Вивільнені наукові ставки були передані новоствореним підрозділам, для керівництва якими були запрошені вчені з високими публікаційних показниками, які змогли залучити додаткове позабюджетне фінансування. Проведена реформа створила напруженість у колективі інституту, тому під час чергових виборів директора, що відбулися в 2011 році, кандидатуру М. К. Янковського не було підтримано загальними зборами співробітників інституту (проти проголосувало дві третини). Незважаючи на це, Президія РАН залишила його на своїй посаді.